# کنی کار

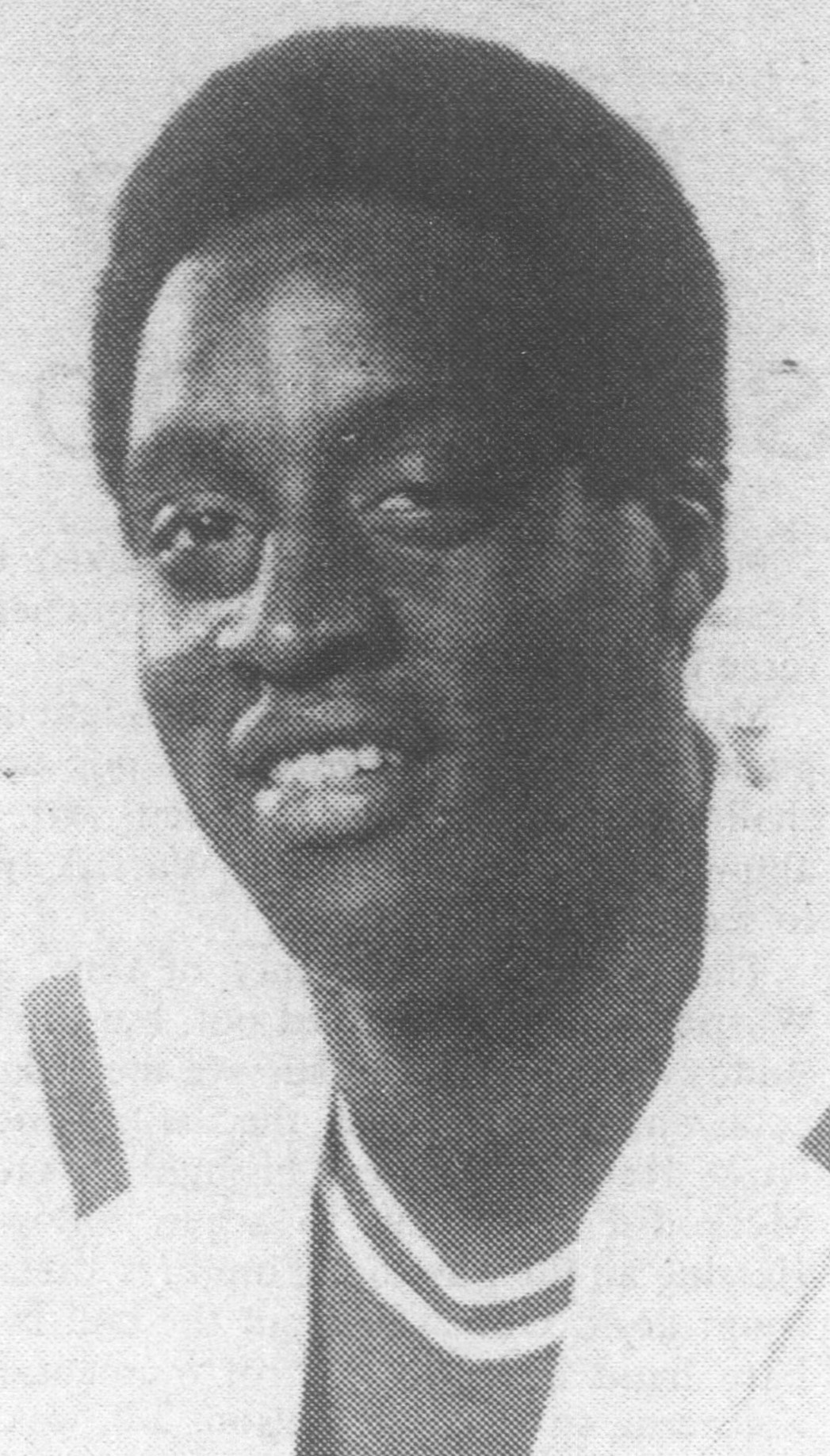
کنی کار در سال ۱۹۷۶

کنی کار (انگلیسی: Kenny Carr؛ زاده ۱۵ اوت ۱۹۵۵) یک بازیکن بسکتبال اهل ایالات متحده آمریکا است.